# Leandre Cristòfol i Peralba
Leandre Cristòfol i Peralba (Os de Balaguer, 1908 - Lleida, 1998) fou un escultor català. És considerat un dels pioners de l'escultura surrealista a Catalunya. Fou un escultor autodidacta d'obres no figuratives, retrats i obres de temàtica religiosa. Rebutja l'escultura tradicional intentant construir un univers poètic amb esperit experimental, rebent influències dels moviments dadaista i surrealista, com els seus contemporanis locals Enric Crous-Vidal, Josep Benseny, Josep Viola i Antoni Garcia Lamolla.
El 1936 va participar en l'exposició Logicofobista organitzada per l'ADLAN a Barcelona. El 1952, una beca del Cercle Maillol li va permetre traslladar-se a París per a estudiar. Va ser professor de dibuix a l'escola del Cercle de Belles Arts de Lleida. L'any 1983 rebé la Creu de Sant Jordi de mans de la Generalitat de Catalunya, el 1990 rebé el Premi Nacional d'Arts Plàstiques i el 1991 el premi José González de la Peña de la Reial Acadèmia de Belles Arts de San Fernando.
Part de la seua obra s'exposà de manera permanent a la Sala Leandre Cristòfol de Lleida, inaugurada l'any 1995 i en funcionament fins a l'any 2007, quan passà a formar part de l'espai expositiu del Museu Morera. També té obra exposada al MNAC.
Es poden trobar semblances entre la seva obra i la de Man Ray, tot i que no es van arribar a conèixer mai. Arran d'aquestes similituds la Direcció General de Cooperació Cultural de la Generalitat de Catalunya va organitzar una exposició itinerant anomenada "Construccions Líriques. Man Ray / Leandre Cristòfol. L'objecte i l'esperit dadà". L'exposició fou comissariada per Pilar Parcerisas i produïda pel Museu d'Art Jaume Morera de Lleida i la Sociedad Estatal de Conmemoraciones Culturales del Ministeri de Cultura espanyol. L'exposició es va poder veure en diferents museus catalans entre 2009 i 2011.
El juny de 2012 el Ple de l'Ajuntament de Lleida va aprovar la signatura d'un conveni marc de col·laboració amb l'Ajuntament d'Os de Balaguer per unir esforços en la difusió de la vida i l'obra de Leandre Cristòfol. Tanmateix, aquesta col·laboració arrenca de temps enrere, ja que l'any 2011, tècnics del Museu Morera van inventariar una trentena d'escultures, dibuixos i objectes de l'artista que el germà de l'escultor, Francisco Cristòfol, encara conservava i que va donar el mes d'octubre d'aquell any a l'Ajuntament d'Os de Balaguer coincidint amb l'obertura de la casa natal de l'artista, que ha estat rehabilitada per l'Ajuntament de la població. Aquest edifici, on actualment es poden contemplar algunes de les obres que van formar part de la donació, va néixer amb l'objectiu d'esdevenir no només un nou pol d'atracció turística, sinó també un centre de difusió de la figura del creador lleidatà.

## Trajectòria

### 1908-1932: Infantesa i primers passos

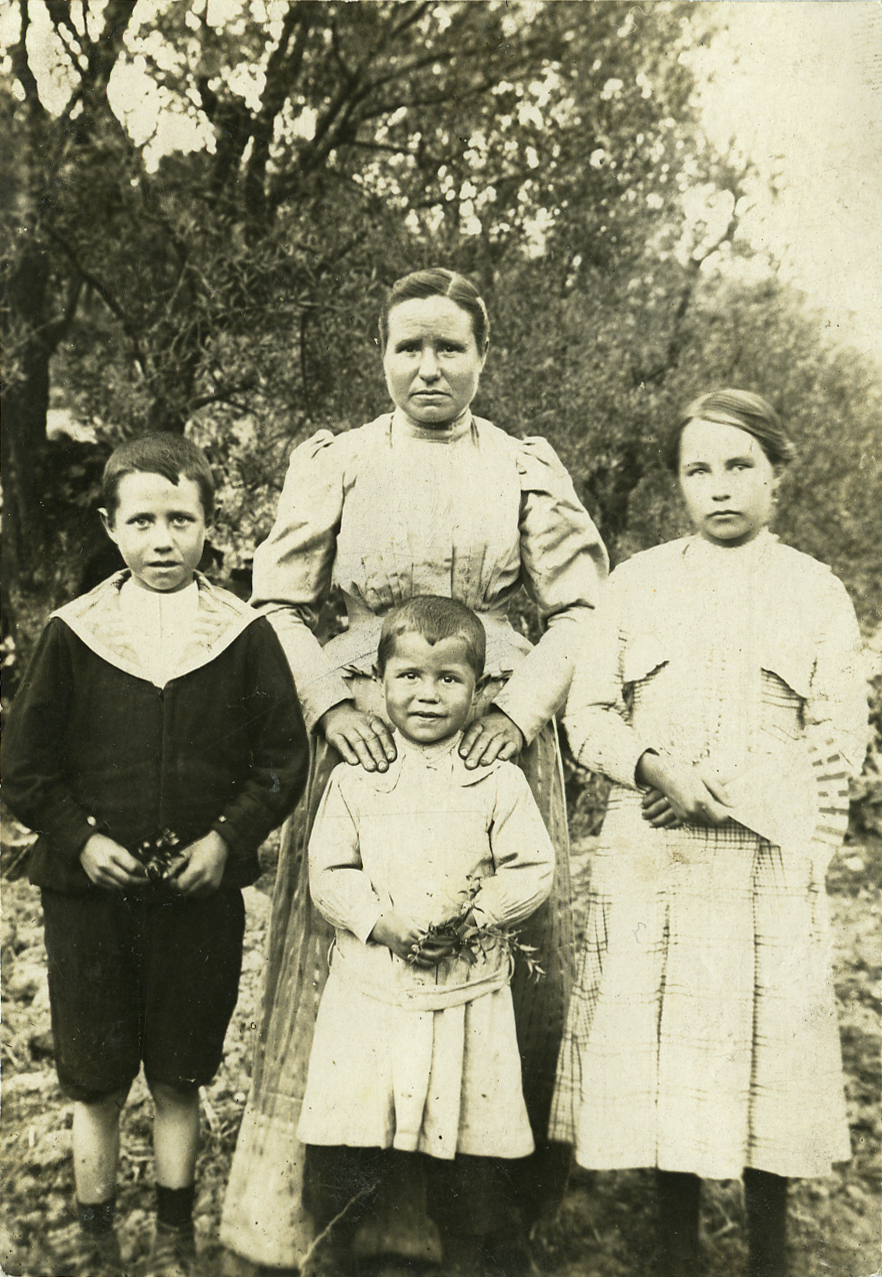
La família Cristòfol, en una imatge de vora el 1912.

Leandre Cristòfol Peralba va néixer a Os de Balaguer (Lleida) el 8 de juny de 1908 en el si d'una família pagesa. El 1922, però, es traslladà a la ciutat de Lleida per aprendre l'ofici de fuster mentre iniciava la seva formació artística a l'acadèmia de Justo Almela, catedràtic d'ensenyament mitjà i pintor d'ascendència sorollista.
Cristòfol va participar per primera vegada en una exposició col·lectiva d'artistes, la del grup Uns altres, format per Ramon Roca (presentà dibuixos i aquarel·les), Josep Sanàbria (dibuixos i olis) i el mateix Cristòfol (dibuixos, aquarel·les, olis i escultures), al Museu d'Art Jaume Morera de Lleida l'octubre de 1930.
Cristòfol formà el grup "Studi d'Art", juntament amb Sanàbria, Francesc Charles Pardell, Josep Tufet i Antoni Garcia i Lamolla, que li serví de marc formatiu i d'intercanvi d'experiències, i en el qual es discutia i es polemitzava sobre art. Dins d'aquest grup establí estrets lligams amb Lamolla, qui després seria company en l'aventura avantguardista.
El març de 1932, el grup "Studi d'Art" organitzà una exposició dels seus membres al Casino Independent, que després es traslladaria a les Galeries Laietanes de Barcelona a l'octubre, patrocinada per la Generalitat de Catalunya. Moment que coincideix amb el naixement d'ADLAN i la posada en marxa de les seves primeres actuacions.

### 1933-1935: La primera exposició individual
El 1933, Cristòfol es vinculà al grup d'intel·lectuals agrupats a l'entorn de la revista Art, editada i dirigida per Enric Crous-Vidal, de tendència clarament avantguardista i heterodoxa. Cristòfol exposà per primera vegada de manera individual al Casino Independent del 24 de setembre i el 8 d'octubre; en l'exposició presentà, juntament amb nou escultures figuratives, una primera obra no figurativa, Cosa lírica, una diminuta primera versió de la que posteriorment seria anomenada De l'aire a l'aire, iniciant una línia d'experimentació creativa molt personal.
Cristòfol presentà la peça Construcció lírica en un Concurs de Primavera organitzat per l'Ajuntament de Lleida al maig de 1934 i en el qual participaren 34 artistes lleidatans; arran del veredicte del jurat, Enric Crous, Antoni G. Lamolla (que havia estat guardonat amb una menció) i Cristòfol decidiren despenjar les seves obres, la qual cosa provocà un enfrontament amb l'Ajuntament amb el resultat d'una multa i la seva inhabilitació per exposar en el certàmens municipals durant tres anys.
Cristòfol celebrà la seva segona exposició individual al Centre Mercantil al setembre de 1935, el catàleg de la qual és prologat per Josep Viola, on presenta un recull de tota la seva obra, olis i dibuixos, així com escultures, tant les figuratives de tendència expressionista (entre les quals destacava Nàusea) com les experimentals, amb la presència de sis obres no figuratives (Peix sobre la platja, Monument, Relleu, Relleu, Cosa aquàtica i Construcció lírica) i 6 dibuixos de la sèrie Morfologies. Es forja una intensa relació en aquest moment entre el jove poeta i teòric surrealista, Viola, i l'escultor.

### 1936-1939: Guerra Civil espanyola

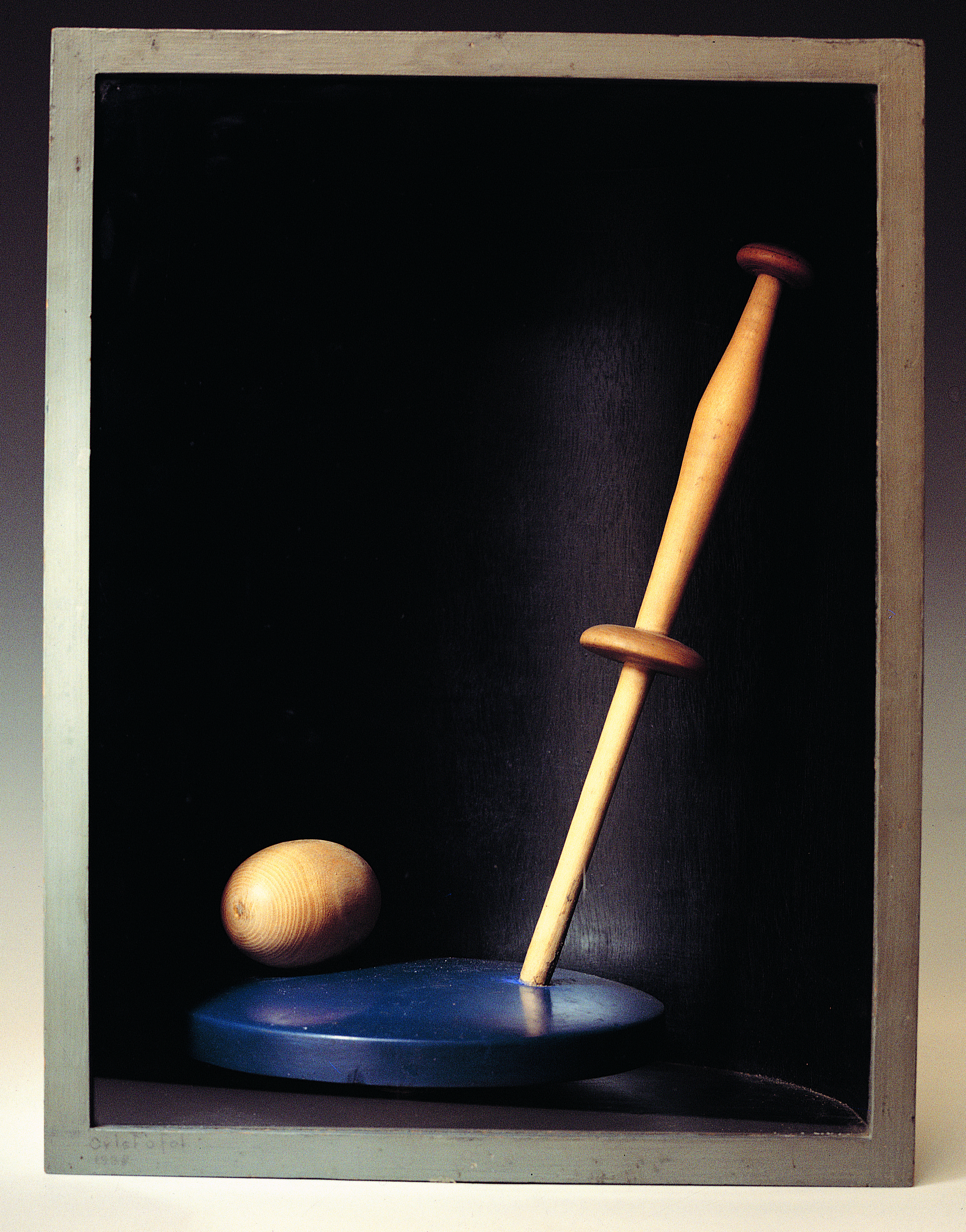
Nit de lluna (1935)

El 1936, Cristòfol i Lamolla participen en l'exposició Logicofobista de Barcelona organitzada per l'Associació d'Amics de l'Art Nou (ADLAN); Cristòfol presenta les obres Peix damunt la platja, Nit de lluna, L'aurèola astral i impassibles està a punt de sortir i Finestra.
Esclatà la Guerra Civil espanyola i malgrat les dificultats del moment Cristòfol no aturà la seva activitat creativa, tot i participar puntualment en iniciatives de recuperació i salvament del patrimoni artístic juntament amb Crous i Lamolla.
El 1938 va ser cridat per servir l'exèrcit republicà a la rereguarda. Una morfologia de Cristòfol forma part de les exposicions internacionals del surrealisme a Tokyo i a París, gràcies a les gestions dutes a terme per Viola i Benjamí Peret.
Les peces Contemplant-se i Anticipació òntica daten de l'any 1939. En acabar la guerra civil, Cristòfol traspassà la frontera amb França i fou internat als camps de refugiats de Perpinyà i Argelers. Aviat, però, retornà a l'estat espanyol, fet que provocà la seva estada per diferents camps de concentració de l'estat i fins i tot en un camp de treball del Marroc. Un cop pogué retornar a Lleida, amb tot els seus companys d'avantguarda exiliats, Cristòfol s'instal·là a Barcelona fins al 1943 i posteriorment uns mesos a Madrid. Finalment, tornà a Lleida on es dedicà a l'encàrrec escultòric i a l'ofici de l'ebenisteria.

### 1946-1949: Retorn a l'escena lleidatana
El 1946 Cristòfol juntament amb Marià Gomà, Josep Benseny, Abad Gil i Charles Pardell iniciaren les gestions per a la creació a Lleida del Cercle de Belles Arts, l'escola del qual inicià la seva activitat la tardor de 1947. Leandre Cristòfol exerciria de professor de dibuix artístic. Des d'aquell moment l'obra de Cristòfol fou present en moltes de les exposicions col·lectives de final de curs d'aquesta escola.
El 1949, Cristòfol reprengué la seva activitat expositiva amb una mostra individual a l'Institut d'Estudis Ilerdencs, presentant la seva producció figurativa de temàtica popular, acompanyada però de les obres Monument, Nit de lluna, Volums estàtics i dues fotografies de L'aurèola astral i impassibles està a punt de sortir i Peix damunt la platja.

### 1950-1957: Els grans esdeveniments i la beca a París
El 1950 i un cop recuperada la seva presència expositiva a Lleida, Cristòfol cercà la seva connexió amb esdeveniments artístics externs d'abast més general. Esperonat per Sebastià Gasch, participa en el III Saló d'Octubre a Barcelona amb les obres Placidesa i Testa rural, obres que sintonitzen amb les tendències figuratives generals dels país, descartades per l'opressió política i social les opcions avantguardistes.
Va ser seleccionat per participar en la I Bienal Hispanoamericana de Arte de 1951, també amb obra figurativa, temàtica que repetí en la seva presència al IV Saló d'Octubre a Barcelona amb les obres Bust de pagesa i El mercat. La presència d'obra figurativa va ser comuna en la seva participació en altres edicions d'aquests certàmens artístics.
El 1952, va participar en l'exposició col·lectiva del Cercle Maillol de Barcelona, fet que li va permetre obtenir una beca d'estudis a París l'any següent. El 1953, va ser becat per l'Institut Francès de Barcelona per anar sis mesos a París, moment que aprofitaria per fer una petita estada a Itàlia. Aquest viatge li serviria per retrobar-se amb els seus companys d'avantguarda, Crous i Lamolla, exiliats a França.
Cristòfol celebrà una nova exposició individual al març de 1955 a la Caixa d'Estalvis de Lleida, de caràcter figuratiu i centrada exclusivament en la iconografia dels Crucificats, temàtica molt lligada a la seva activitat artesanal habitual, encara que passada pel sedàs de la seva potent personalitat d'arrel popular.

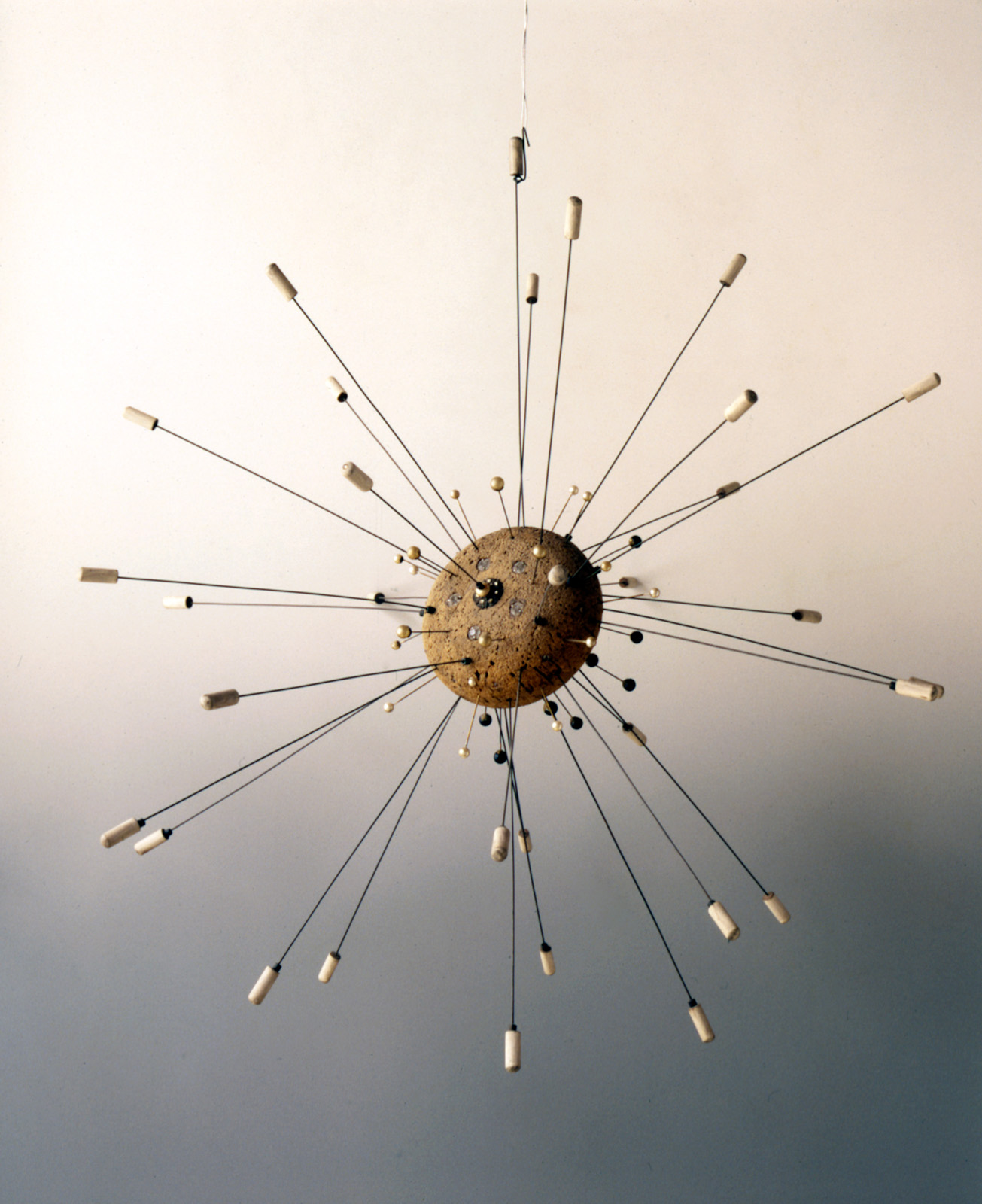
Harmonia estel·lar (ralentí) (1957)

El 1956, presentà altre cop una exposició individual, ara patrocinada per Cercle de Belles Arts, en la qual feu un repàs a la seva trajectòria figurativa, encara que, com en moltes altres ocasions, en l'exposició s'inclogueren algunes de les seves peces no figuratives dels anys trenta. A partir d'algunes de les obres presentades en aquesta darrera exposició individual més algunes altres procedents de l'exposició dels Crucificats, Cristòfol presentà el 1957 sengles exposicions individuals a Círculo Catalán de Madrid i al Centro Mercantil Industrial y Agrícola de Zaragoza.

### 1958-1969: Efervescència de l'escultura no figurativa
El 1959 Cristòfol finalment es decideix a reprendre la seva vessant no figurativa. Aquest any presentà en la seva exposició individual "Abstractos" el resultat del treball reiniciat uns anys abans, induït pels aires de renovació artística que es respiraven a la ciutat de la plana els quals s'apartaven de l'ostracisme artístic de la primera postguerra i s'endinsaven en l'abstracció i l'informalisme. Aquesta mostra és el marc per a la presentació de la sèrie Ralentís espacials que il·lustraven la reflexió de l'artista al voltant del moviment i que significaven l'inici de la represa del seu treball creatiu més experimental.
El desplegament de la seva obra no figurativa es produeix de manera reiterada en els anys vinents en la seva participació en certàmens i exposicions col·lectives celebrades fora de Lleida. És el cas de la seva participació en el II Saló de Maig a Barcelona i en les mostres organitzades pel Moviment Artístic del Mediterrani. D'aquest moment són també les sèries no figuratives Planimetries i Plans i Volums.
El 1960 s'edità la primera publicació dedicada a Cristòfol, que recollia un seguit de textos de diversos autors, una entrevista i anava acompanyada d'una selecció de fotografies representatives de la seva trajectòria artística, tant del vessant figuratiu com de la no figurativa. En aquesta edició donà a conèixer públicament una altra de les seves sèries experimentals: Les Volumetries. Dues d'aquestes obres,, Intriga de pájaros i Orillas de ensueño participen d'una altra exposició individual de l'artista celebrada a l'Ateneu Barcelonès en què torna a presentar un recull de la seva obra figurativa recent, algunes de les seves obres no figuratives més emblemàtiques i dos ralentís.
Entre 1961 i 1973 ocupà la plaça d'ensenyament artístic a l'Institut Màrius Torres de Segon Ensenyament. El 1963 presentà l'exposició titulada "Situacions i Aproximacions" a l'Institut d'Estudis Ilerdencs, en la qual mostra una part del resultat dels seus treballs entre 1960 i 1963. Algunes d'aquestes noves peces porten per títol Elements en les quals incoropra el ferro reciclat.
El 1964 presentà una exposició al Cercle de Belles Arts, "20 retrats i 8 fotografies", que consistia en els retrats escultòrics dels seus amics. Es publiquen vuit fotografies de les Planimetries de Cristòfol a Nou plast poemes de Guillem Viladot, en una de les de les primeres publicacions espanyoles de poesia concreta.
El 1965 tornà a exposar individualment a l'Institut d'Estudis Ilerdencs, sota el títol "23 Ordenacions", objectes produïts entre 1961 i 1963, que palesen la seva atracció pels materials industrials, que disposa ordenament sobre arpilleres de fons o damunt estructures metàl·liques. Aquestes ordenacions apunten cap a una altra via d'exploració, la construcció de màquines susceptibles de moviment, recompostes poèticament prescindint de la seva memòria utilitària.
El 1966, Cristòfol celebrà una nova exposició individual a la Cambra Oficial de Comerç i Industria de Lleida, "Ritmos", on presentà una nova sèrie experimental amb peces que, sota el títol de Ritmes.
El 1967, exposà a l'Ateneu Barcelonès un recull dels seus treballs no figuratius recents, realitzats entre els anys 1962 i 1965.
El 1969 tornà a exposar individualment a l'Institut d'Estudis Ilerdencs. La mostra estava composta per sis fotografies d'obres figuratives realitzades entre 1960 i 1966 (fonamentalment escultures de nus femenins), sis obres de la sèrie Dimensional - Pla realitzades entre 1967 i 1968, i vuit escultures no figuratives de guix sota la denominació Evolució – Essencial, realitzades entre 1966 i 1969.

### 1970-1988:El reng de la plaça,Nit de llunaiMonument
El 1970 participà amb l'obra Nit de lluna en l'exposició homenatge "ADLAN/Testimoni d'època" al Col·legi d'Arquitectes de Barcelona.
El 1976 es presentà una exposició individual, Trajectòria plàstica al Círculo Catalán de Madrid, al mateix temps que la seva obra forma part de l'exposició «SpanischeAvantguarde. 1920-1938», mostra col·lectiva de l'avantguarda espanyola, que viatjà per Colonia, Basilea i Múnic. Tornà a exposar individualment a La Petite Galerie de l'Aliança Francesa de Lleida, aquest cop amb un petita mostra que incloïa una nova sèrie experimental, "Forma-Consum"; era un conjunt de peces on l'element definidor era una xarxa de plàstic de les que s'usaven per embolcallar aliments a l'època, dins les quals introdueix objectes del seu taller i que disposa verticalment sobre un suport de fusta o bé suspeses en suports verticals de base circular.

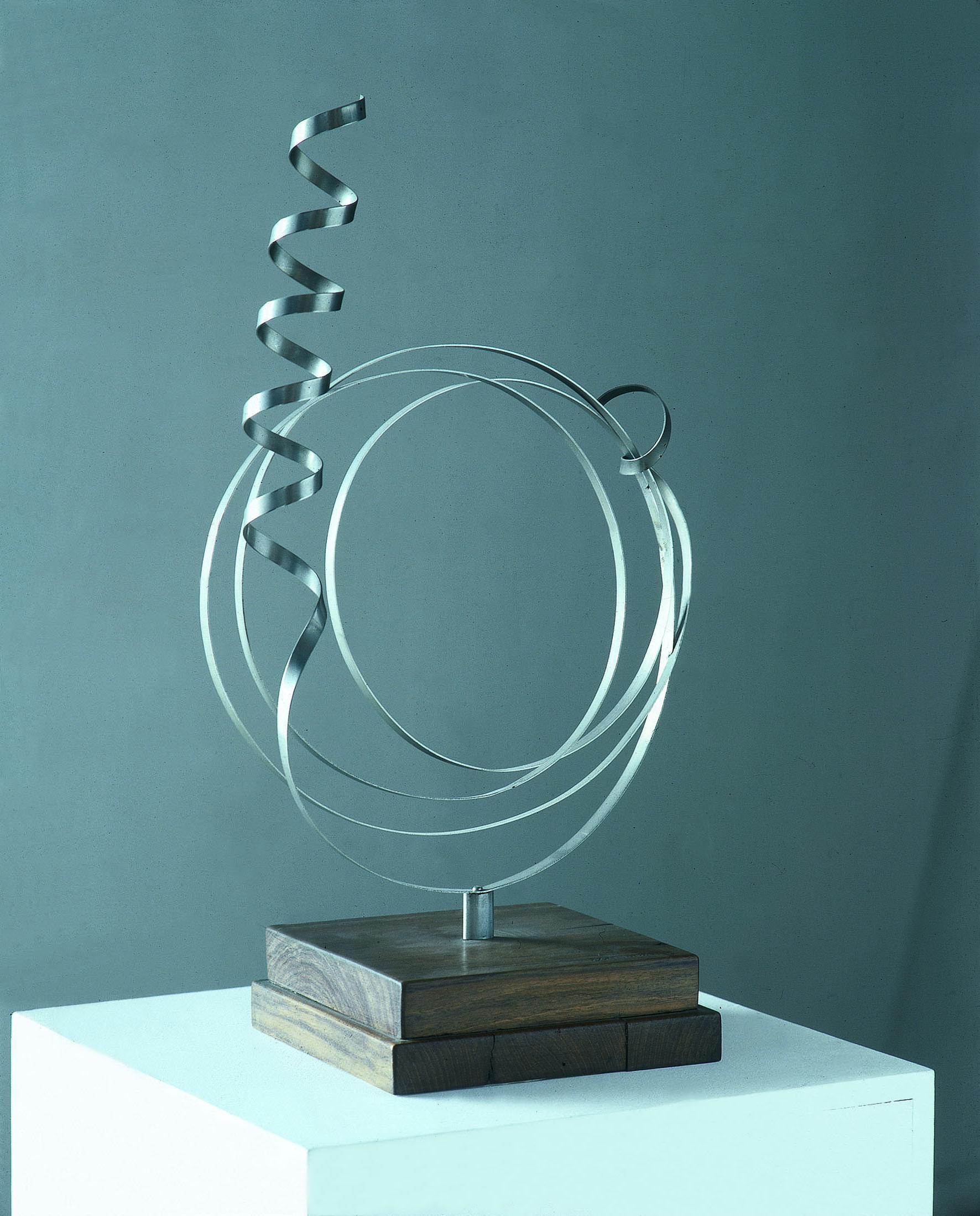
De l'aire a l'aire (1933)

L'Ajuntament de Lleida, amb motiu de la mostra de Cristòfol al Pati de la Paeria el 1981, adquireix el relleu El reng de la plaça i l'artista fa donació d'una de les seves obres més emblemàtiques, De l'aire a l'aire.
Cristòfol presentà el 1982 a l'Institut d'Estudis Ilerdencs una mostra que incloïa la seva darrera sèrie Alfa–Omega–Alfa, que consistia en un total de set escultures en les quals recuperava les barnilles de paraigües per crear arquitectures imaginàries sobre unes bases circulars de fusta, integrant-hi diferents objectes en el seu interior. Aquestes escultures compartien espai amb un altre grup de sis peces aplegades sota el títol genèric de “Presència ambiental”. També el 1982 el nomenaren membre d'honor de l'Estudi General de la Universitat de Lleida.
El 1983 es presentà una selecció d'obra figurativa, quaranta-quatre escultures i estudis de paisatges i figures, al Museu d'Art Jaume Morera. Un conjunt de sis escultures de Cristòfol s'exposaren als baixos de la Paeria i s'escollí la peça Intent de vol per a ser monumentalitzada i instal·lada a la plaça dels Drets Humans, al barri de la Bordeta de Lleida. Va rebre el premi Creu de Sant Jordi de 1983 atorgada per la Generalitat de Catalunya.
El 1986 Margit Rowell va seleccionar Nit de lluna i Monument de Cristòfor per a l'exposició "Qu'est-ce que la sculpture moderne?" al Centre Georges Pompidou de París, en una mostra que volia destacar les principals aportacions internacionals a l'escultura del segle xx.
El 1988 part de la seva obra formà part de l'exposició "Surrealisme a Catalunya 1924-1936" realitzada al Centre d'Art Santa Mònica (mostra posteriorment traslladada a Madrid), un homenatge a la generació avantguardista catalana dels anys trenta.

### 1989-1998: Culminació i darrers anys
La realització de l'exposició antològica a la Fundació Miró de Barcelona el 1989 restitueix la vertadera dimensió de l'obra de Cristòfol, més enllà de l'horitzó del surrealisme, i el situen com un dels escultors fonamentals del segle xx a Espanya. Aquesta exposició viatjaria posteriorment a Lleida i després a l'Institut Valencià d'Art Modern. Aquest mateix any rebé el Premi Nacional d'Arts Plàstiques.

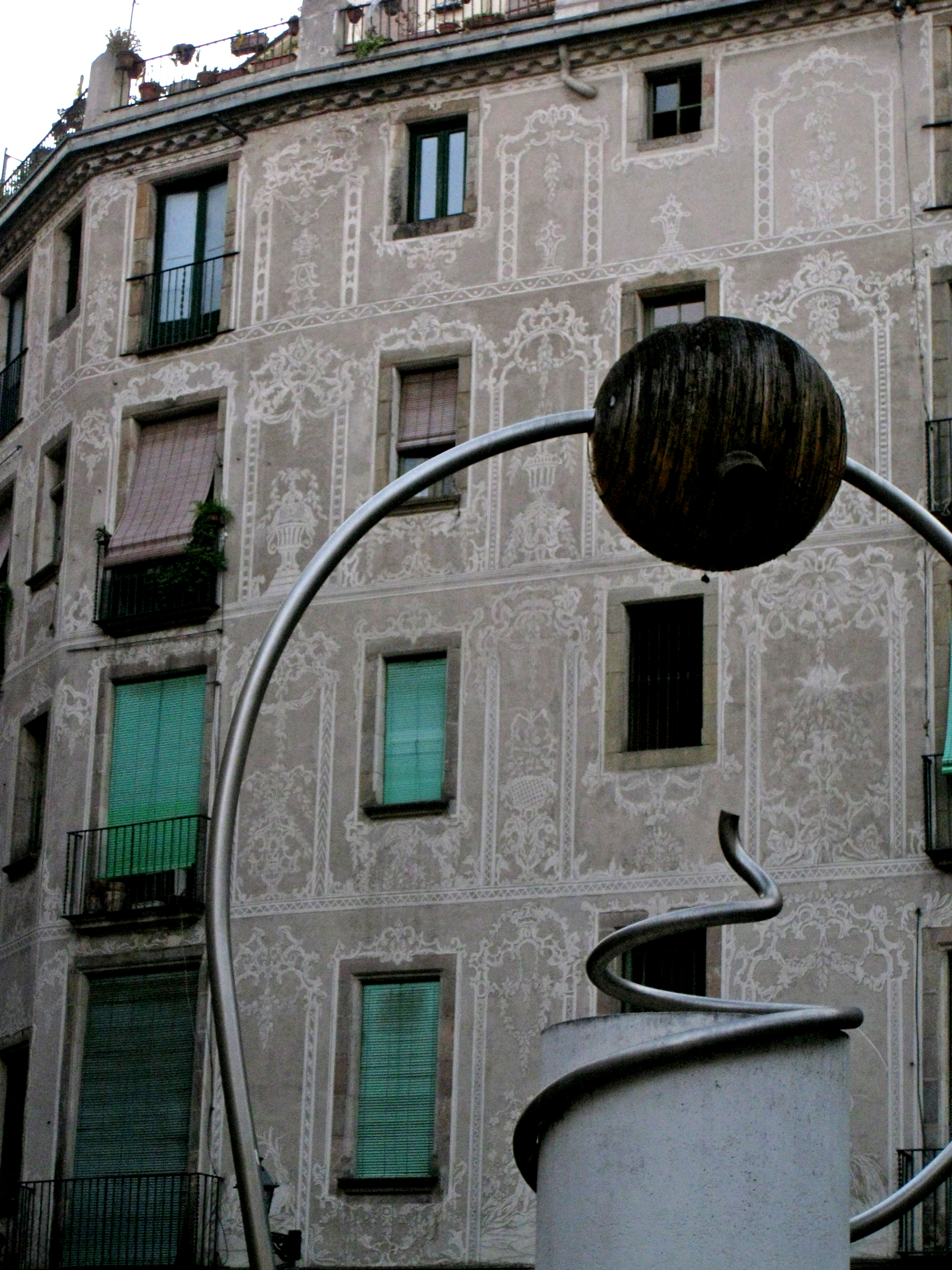
Reproducció a gran escala de Monument (1935) a la plaça de George Orwell de Barcelona.

Cristòfol va fer una donació a l'Ajuntament de Barcelona el 1989, a canvi d'un vitalici, d'un conjunt de 64 escultures i objectes i 22 dibuixos que, al cap dels anys, s'integrarien en les col·leccions del Museu Nacional d'Art de Catalunya. Des de 1990 la seva obra participà en les moltes de les principals exposicions retrospectives de l'art del segle xx. Cristòfol va fer una donació a l'Ajuntament de Lleida el 1990, a canvi d'un altre vitalici, d'un conjunt de 80 escultures, objectes, relleus i dibuixos.
L'any 1991, la seva obra va ser inclosa a les exposicions "Picasso, Miró, Dalí" que organitzava la Shirn Kunsthale de Frankfurt i a "Constantes del arte catalán actual" que acollia el Museu Rufino Tamayo de México, el Museo de Arte Moderno de Monterrey i, finalment, el Centre d'Art Santa Mònica.
Cristòfol va rebre la Medalla Morera, màxim guardó artístic de la ciutat de Lleida, el 1995. També s'inaugurà una sala amb el seu nom on es presentà la donació de part del seu llegat que havia fet a l'Ajuntament de Lleida el 1990.
Leandre Cristòfol va morir el 19 d'agost de 1998 a Lleida. Els hereus de Cristòfol donaren la col·lecció privada, l'arxiu i la biblioteca que es trobaven al taller i domicili de l'artista a Lleida a La Paeria un any després de la seva mort. L'any 2009, la família de l'artista feu una segona donació de materials, trobats de forma casual a Os de Balaguer. Entre aquests destacaren diverses fotografies personals de Leandre Cristòfol i de les seves obres, datades entre els anys 30 i 40 del segle xx. El que feia especialment atractives aquestes fotografies és que no es tenia constància d'algunes de les obres que hi apareixien, de tal manera que podria tractar-se d'obra conservada en col·leccions particulars o bé desapareguda per diverses circumstàncies.

## Obra
Un tret distintiu de tota la seva obra és la reflexió de l'artista al voltant del moviment. La seva obra recupera objectes quotidians i els transforma en obres d'art, evidenciant la fascinació de l'autor per les màquines i el moviment, intentant desvetllar en l'espectador un sentit crític o simplement un somriure. En la seva obra es troben l'enginy, la imaginació i la poesia.
La sèrie Les Volumetries enllaça perfectament amb els plantejaments objectuals que originaren els Ralentís, tot i que apunten a una direcció que prescindeix del moviment continu d'aquests i es lliuren al dibuix del volum en l'espai. Aquestes són estructures metàl·liques fetes de barnilles galvanitzades, que troben la seva correspondència en algunes obres modelades en guix. La sèrie Planimetries són composicions rectilínies de fusta sobre un fons d'arpillera o fusta i la sèrie Plans i Volums continua experimentant aquesta direcció no figurativa de la seva obra però ara a partir de les tres dimensions.
En les obres titulades Elements Cristòfol empra el ferro reciclat com a material que estructura les seves escultures de fusta, fins a assolir el seu màxim protagonisme amb les obres en que, ja pròpiament sota el títol de Situacions, recupera eines i estris rurals que transforma poèticament, negant-los la seva funció primigènia.
La sèrie Ritmes situa elements de fusta que evoquen formes orgàniques sobre arpilleres o planxes de fusta, formant composicions rítmiques o, en altres casos, disposa elements filamentosos d'acer o filferros sobre xarxes metàl·liques dibuixant i ordenant un espai gairebé bidimensional. Aquest sentit del moviment i del seu recorregut troba continuïtat en altres peces, Trajecte centrífug, Trajecte orbital, Trajecte centrípet o Trajecte sense fi, que s'enlairen i defineixen volumètricament aquest joc rítmic.
Les '23 Ordenacions són un objectes que disposa ordenament sobre arpilleres de fons o damunt estructures metàl·liques. El procés creatiu que Cristòfol aplicà a Situacions amb les eines i estris de ferro del camp trobà continuïtat en aquestes altres peces, sorgides a partir de l'atracció que li provocaven els materials i instruments del laboratori de física i química en desús de l'Institut on treballava (1961-1973). Aquestes apunten cap a la construcció de màquines susceptibles de moviment, recompostes poèticament prescindint de la seva memòria utilitària.

## Exposicions
Aquest és un llistat de totes les exposicions individuals de la seva obra al llarg de la seva vida:
| Data    | Títol                                                          | Lloc                                                         | Població  |
| ------- | -------------------------------------------------------------- | ------------------------------------------------------------ | --------- |
| 1933    | Exposició Cristòfol                                            | Casino Independent                                           | Lleida    |
| 1935    | Exposició Cristòfol                                            | Cercle Mercantil                                             | Lleida    |
| 1949    | Exposición Leandro Cristòfol                                   | Institut d'Estudis Ilerdencs                                 | Lleida    |
| 1955    | Exposición de Crucifijos                                       | Caja de Pensiones para la Vejez y de Ahorros                 | Lleida    |
| 1956    | Exposición Cronológica Leandro Cristòfol                       | Cercle de Belles Arts                                        | Lleida    |
| 1957    | Leandro Cristòfol                                              | Círculo Catalán                                              | Madrid    |
| 1957    | Leandro Cristòfol                                              | Centro Mercantil Industrial y Agrícola                       | Saragossa |
| 1959    | Abstractos                                                     | Cercle de Belles Arts                                        | Lleida    |
| 1959    | 20 bajos relieves en madera                                    | Caja de Pensiones para la Vejez y de Ahorros                 | Lleida    |
| 1960    | Esculturas                                                     | Institut d'Estudis Ilerdencs                                 | Lleida    |
| 1960-61 | Esculturas de Leandre Cristòfol                                | Ateneu Barcelonès                                            | Barcelona |
| 1961    | Esculturas                                                     | Institut d'Estudis Ilerdencs                                 | Lleida    |
| 1961    | Esculturas Cristofol                                           | Institut d'Estudis Ilerdencs                                 | Lleida    |
| 1963    | Situaciones y aproximaciones 1961-1963                         | Institut d'Estudis Ilerdencs                                 | Lleida    |
| 1964    | 20 retrats i 8 fotografies                                     | Cercle de Belles Arts                                        | Lleida    |
| 1965    | 23 ordenaciones                                                | Institut d'Estudis Ilerdencs                                 | Lleida    |
| 1966    | Ritmos                                                         | Càmera Oficial de Comerç i Indústria                         | Lleida    |
| 1967    | Cristòfol                                                      | Ateneu Barcelonès                                            | Barcelona |
| 1969    | Cristófol                                                      | Saló públic d'exposicions de l'antic Hospital de Santa Maria | Lleida    |
| 1971    | Escultures. Leandre Cristòfol                                  | Col·legi d'Arquitectes                                       | Lleida    |
| 1972    | Leandre Cristòfol. Escultures                                  | Petite Galerie de l'Alliance Française                       | Lleida    |
| 1974    | Leandre Cristòfol. Dibuixos 1927-1953                          | Caixa de Pensions                                            | Lleida    |
| 1975    | Dibuixos, escultures, objectes 1933 -1939 de Leandre Cristòfol | Institut d'Estudis Ilerdencs                                 | Lleida    |
| 1976    | Trayectoria plástica                                           | Círculo Catalán                                              | Madrid    |
| 1976    | Forma-Consum                                                   | Petite Galerie de l'Alliance Française                       | Lleida    |
| 1977    | Obra no figurativa. 1933-1976                                  | Institut d'Estudis Ilerdencs                                 | Lleida    |
| 1979    | Leandre Cristòfol                                              | Institut d'Estudis Ilerdencs                                 | Lleida    |
| 1979    | Cristòfol                                                      | Galeria d'Art Rayuela                                        | Barcelona |
| 1981    | Cristòfol                                                      | Palau de la Paeria                                           | Lleida    |
| 1982    | Cristòfol                                                      | Institut d'Estudis Ilerdencs                                 | Lleida    |
| 1983    | Cristòfol                                                      | Museu Morera                                                 | Lleida    |
| 1984    | Leandre Cristòfol. Morfologies. 1932-1940                      | Escola Massana                                               | Barcelona |
| 1985    | Leandre Cristòfol. Morfologies. 1932-1940                      | Sala d'Exposicions de la Caixa de Pensions                   | Lleida    |
| 1985    | Leandre Cristòfol. Dibuixos figuratius 1931-1939               | Institut d'Estudis Ilerdencs                                 | Lleida    |
| 1989    | Leandre Cristòfol. Obres 1933-1980                             | Fundació Joan Miró                                           | Barcelona |
| 1990    | Leandre Cristòfol. Obres 1933-1980                             | Centre Cultural de la Fundació "la Caixa"                    | Lleida    |
| 1990    | Leandre Cristòfol. Obres 1933-1980                             | Institut Valencià d'Art Modern                               | València  |
| 1995    | Leandre Cristòfol                                              | Museu d'Art Jaume Morera                                     | Lleida    |
| 1996    | Leandre Cristòfol                                              | Museu Pablo Gargallo                                         | Saragossa |

## Premis i reconeixements
| Any  | Premi                                    | Ref.   |
| ---- | ---------------------------------------- | ------ |
| 1983 | Creu de Sant Jordi                       | [ 10 ] |
| 1989 | Medalla d'Or al Mèrit en les Belles Arts | [ 13 ] |
| 1990 | Premi Nacional d'Arts Plàstiques         | [ 10 ] |
| 1991 | Premi José González de la Peña           | [ 14 ] |
| 1995 | Medalla Morera                           | [ 10 ] |